# Unión Panpopular Rusa
La Unión Panpopular de Rusia (en ruso: Российский общенародный союз, ROS) es un partido político nacionalista ruso, formado en octubre de 1991. En 2001 se fusionó con el partido Naródnaya Volia, pero en 2008 se reorganizó cuando dicho partido se disolvió. Su líder es Serguéi Baburin.

## Historia
La organización fue fundada por miembros del PCUS orientados al nacionalismo ruso (la "plataforma rusa del PCUS"). Fue lanzado el 26 de octubre de 1991 por los diputados rusos del Soviet Supremo de la RSFS de Rusia del grupo parlamentario 'Rossíya'. Según Nikolái Pávlov, uno de los líderes de ROS, el partido se estableció como una fuerza "patriótica y democrática" con el objetivo de unir a los partidos de orientación socialista. Pávlov también afirmó que tenían posiciones similares con organizaciones más centristas. La ROS fue parte de coaliciones como la Oposición Unida y más tarde el Frente Nacional de Salvación.  Además de las tendencias socialistas, la ROS tenía conexiones con los nacionalistas y monárquicos rusos tradicionales y promovieron políticas paneslavas, incluido el apoyo a la expansión de Serbia.
El partido publicó el periódico Vremya (en ruso: Tiempo/Era). La ROS participó en las elecciones legislativas de 1995 dentro del bloque ¡Poder a la Gente! , dirigido por Baburin y Nikolái Ryzhkov. Ganó el 1.6% de los votos. Pese a no pasar la barrera del 5%, la ROS, sin embargo, obtuvo nueve escaños, todos ellos en distritos electorales. El partido cooperó con otras formaciones de orientación nacional-comunista, por ejemplo, el Partido Comunista de la Federación Rusa, cuyo candidato en las elecciones presidenciales de 1996, Guennadi Ziugánov, fue apoyado por la ROS.
En 2001, la ROS se unió a otros tres partidos nacionalistas para formar Naródnaya Volia. En 2008, la formación se reorganizó cuando Naródnaya Volia se disolvió.
El 22 de diciembre de 2017, la Unión Panpopular de Rusia nominó a Serguéi Baburin como candidato presidencial para las elecciones presidenciales rusas de 2018. Baburin obtuvo en estos comicios un 0,65% de los votos.

## Resultados electorales

### Elecciones presidenciales
|  | 32.49 % |

|  | 0.65 % |

|  | 88.48 % |

### Elecciones legislativas
| Año  | Cabeza de lista | Cabeza de lista | Votos     | %               | Escaños | +/- | Posición | Posición     | Estatus | Notas                                                                |
| ---- | --------------- | --------------- | --------- | --------------- | ------- | --- | -------- | ------------ | ------- | -------------------------------------------------------------------- |
| 1995 | Nikolái Ryzhkov | Nikolái Ryzhkov | 1 112 873 | \| \| 1.61 % \| | 9/450   | 0   | 13.º     | Superminoría |         | Primera participación electoral. Como parte de Poder para la Gente!. |
|      | 1.61 %          |                 |           |                 |         |     |          |              |         |                                                                      |